# Arvīds Žilinskis
Arvīds Žilinskis   (Sauka Parish, 18 de març de 1905 (Julià) - Riga, 31 d'octubre de 1993) rus: Арвид Янович Жилинский Àrvid Ianóvitx Jilinski, fou un compositor i pianista letó, professor del Conservatori Letó (1967).

## Biografia
Nasqué el 31 de març de 1905 a "Lejas Ārendzāni" a Selònia, parròquia de Sauka, (actual municipi de Viesīte, Letònia, llavors part de l'Imperi Rus) a la família del granger Jānis Žilinskas i la seva dona Ieva. Durant la Primera Guerra Mundial, la família d'Arvīds Žilinska va fugir a Khàrkiv, on va estudiar a una escola i un gimnàs de música. Després de tornar a Letònia, va estudiar al Conservatori Letó (ara Acadèmia Letona de Música Jāzeps Vītols) amb Bonifācijas Roges (1920–1927) i Jāzeps Vītols (1928-1933).Paral·lelament, Žilinskis va treballar com a professor de piano al Conservatori Popular de Riga (1927-1937), i des de 1937 al Conservatori Letó. El primer concert d'autor de Žilinska va tenir lloc el 1927.
Després de la Segona Guerra Mundial, Arvīds Žilinskis va dirigir el departament de piano obligatori del Conservatori Letó (des de 1952). Es va fer conegut com a autor de moltes cançons infantils i peces de piano.
Morí a Riga el 31 d'octubre de 1993 i fou enterrat al Cementiri del Bosc de Riga.

## Creativitat
Arvīds Žilinskis va escriure més de 200 cançons en solitari, 80 cançons corals i més de 300 cançons infantils i juvenils.
- Ballet en miniatura „Mārīte” (1940),
- Opereta „Zilo ezeru zemē” (1953),
- Opereta „Sarkanā marmora noslēpums” (1955),
- Opereta „Seši mazi bundzenieki” (1955),
- Opereta "Pauks un Šmauks" (1957),
- Opereta „Dzintarkrasta puiši” (1964),
- Òpera „Zelta zirgs” (1964),
- Ballet „Sprīdītis” (1968),
- Òpera „Pūt, vējiņi” (1969),
- Ballet "Čipolīno" (1970),
- Ballet „Lolitas brīnumputns” (1974),
- Comèdia musical "Tikai rozes" (1977),
- Òpera "Maija un Paija" (1980),
- Ballet "Kaķīša dzirnaviņas" (1987).